# Real Audiencia de México
La Audiencia Real de México fue el más alto tribunal de la Corona española en el Virreinato de Nueva España. Fue creada por real cédula el 9 de octubre de 1527 y tenía su sede en la Ciudad de México.
Durante el Primer Imperio Mexicano pasó a ser el Poder Judicial en la división de poderes.

## Antecedentes
Hernán Cortés decidió establecer el gobierno en la población de Coyoacán, al sur del lago de Texcoco, debido a que la ciudad de Tenochtitlán había quedado en malas condiciones. Desde allí gobernó con el título de Capitán General y Justicia Mayor. Desde Coyoacán partieron las expediciones de conquista con el propósito de someter a los pueblos indígenas de los diversos rumbos de lo que sería el virreinato de Nueva España.
El 9 de diciembre de 1528 Carlos I estableció la Primera Real Audiencia de México, presidida por Nuño de Guzmán, y como oidores Juan Ortiz de Matienzo, Diego Delgadillo, Diego Maldonado y Alonso de Parada, con funciones judiciales y gobernativas. Los dos últimos fallecieron antes de tomar posesión. Las quejas y denuncias llevaron a su sustitución por la Segunda Audiencia el 14 de enero de 1530, nombrando al experimentado Sebastián Ramírez de Fuenleal como presidente y como oidores a Juan Salmerón, Alonso de Maldonado, Francisco de Ceinos y Vasco de Quiroga.

## Jurisdicción
La Real Audiencia de México colindaba en términos jurisdiccionales con las audiencias de los Confines o Guatemala, al sur; con la de Guadalajara al oeste y norte; y la de Santo Domingo, al este. Al norte, los territorios dependieron de la expansión del dominio español. 

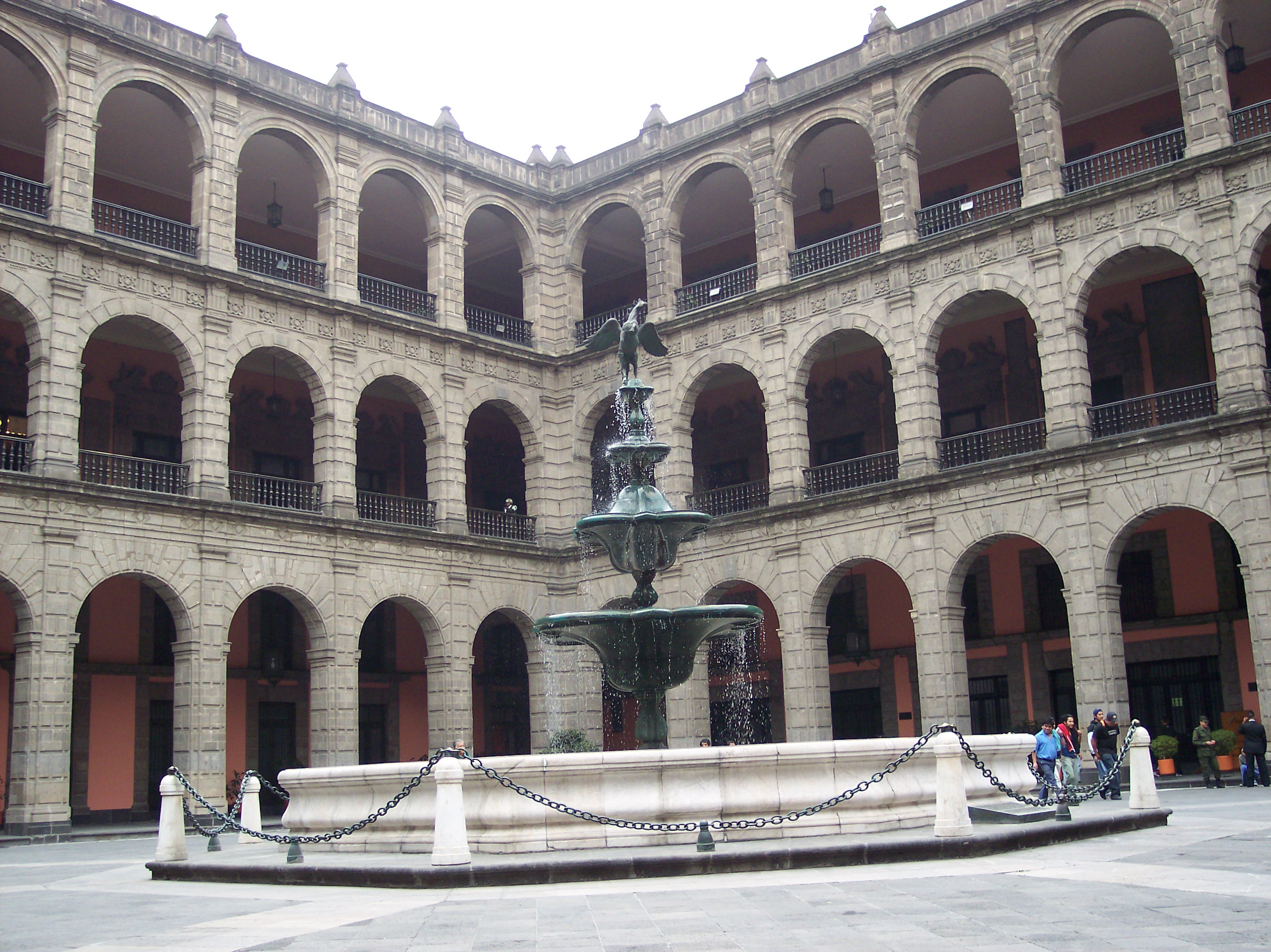
Edificio de la Real Audiencia de México, actualmente Palacio Nacional.

La Audiencia y Cancillería Real de Santo Domingo fue creada en 1511 pero debido a divergencias entre el gobernador Diego Colón y la Corona, no se puso en funciones hasta el 14 de septiembre de 1526. Incluía en su jurisdicción a Cuba, Puerto Rico y La Española (actual Santo Domingo), así como las Antillas Menores, Venezuela y Guayana.
En 1543 se crea la Audiencia de los Confines que incluía los actuales territorios de Guatemala, Belice, El Salvador, Honduras, Nicaragua y Costa Rica y el estado mexicano de Chiapas. El 8 de septiembre de 1563 el rey dictó una real cédula que ordenó el traslado de esta audiencia a Panamá, transfiriendo la gobernación de Guatemala a la Audiencia de México. Sin embargo, otra real cédula del 28 de junio de 1568 restableció la Audiencia de Guatemala con la misma jurisdicción que tenía en 1563. Una real cédula del 25 de enero de 1569 transfirió la gobernación de Soconusco desde la Audiencia de México a la de Guatemala.
En 1548 se fundó la Real Audiencia de Guadalajara como subalterna de la de México. En 1572 alcanzó su independencia, con jurisdicción sobre la Nueva Galicia y Nueva Vizcaya.
La jurisdicción sobre Yucatán cambió varias veces entre la Real Audiencia de Guatemala y la de México, hasta que finalmente quedó en México en 1560.
Tras la conquista de las Filipinas, llevada a cabo por Miguel López de Legazpi en 1565, una real cédula de Felipe II, del 1 de junio de 1574, creaba la Gobernación y Capitanía General de Filipinas, parte del Virreinato de Nueva España. Inicialmente dependió en lo judicial de la Real Audiencia de México, hasta la creación en 1583 de la Real Audiencia de Manila.
La Recopilación de Leyes de Indias de 1680, en la Ley III (Audiencia y Chancilleria Real de México en la Nueva España) del Título XV (De las Audiencias y Chancillerias Reales de las Indias) del Libro II, recoge los límites y los funcionarios de esta Audiencia:

En la Ciudad de México Tenochtitlan, Cabeça de las Provincias de Nueva España resida otra nuestra Real Audiencia y Chancillería, con un Virrey, Gobernador y Capitán General y Lugar-Teniente nuestro, que sea Presidente: ocho Oidores: quatro Alcaldes del Crimen: y dos Fiscales: vno de los Civil, y otro de lo Criminal: vn Alguazil mayor: vn Teniente de Gran Chanciller: y los demás Ministros y Oficiales necesarios, la cual tenga por distrito las Provincias, que propiamente se llaman de la Nueva España, con las de Yucatán, Cozumel y Tabasco: y por la Costa de la Mar del Norte y Seno Mexicano, hasta el Cabo de la Florida: y por la Mar del Sur, desde donde acaban los términos de la Audiencia de Guatemala, hasta donde comienzan los de la Galicia, según les están señalados por las leyes de este título, partiendolos con ellas por el Levante y Poniente: con el Mar del Norte y Provincia de la Florida por el Septentrion: y con el Mar del Sur por el Mediodía.

## Competencia
La Real Audiencia era supremo tribunal de justicia. Sus competencias eran:
- Ser juzgado de primera instancia en materia civil y criminal en la Ciudad de México y cinco leguas a la redonda; se le llamaba la audiencia provincial.
- Las apelaciones en contra de las sentencias de alcaldes mayores, gobernadores y tribunales de primera instancia.
- Las apelaciones contra sus propias decisiones; las de materia civil donde se disputaran sumas mayores a 6000 pesos se remitían al Consejo de Indias.
- Los juicios civiles y criminales, excepto los de fuero eclesiástico, militar o mercantil.
- En materia eclesiástica, tenía competencia en lo relativo al Real Patronato y contiendas de competencia entre jueces laicos y eclesiásticos.
- El recurso de fuerza, es decir, la reclamación de los agraviados por los jueces eclesiásticos, que procedía en caso de incompetencia de estos para conocer de las causas, inobservancia de las normas que regían los juicios eclesiásticos y en las negativas de apelación que eran procedentes.
- Los agraviados por las resoluciones del virrey podían "suplicar" ante la Real Audiencia. En caso de que los virreyes se extralimitaran en sus facultades y atribuciones, podían representarles dicha situación, y en caso de no ser oídos, dar cuenta al soberano.
- Podían dictar autos acordados para una adecuada administración de justicia, y podían suplir con ellos los vacíos normativos en cuanto a los procedimientos o para interpretar las normas procedimentales vigentes.:)
- En materia fiscal, establecían el tributo que debían pagar los pueblos de indios; asimismo podía tomar cuentas a los oficiales de Real Hacienda.
- Debían hacer cumplir las reales órdenes y eventualmente podían "suplicar" una ley (cuando esta adolecía de un vicio) y representar ante el Consejo de Indias.
- Debían preocuparse en particular por el buen tratamiento de los indígenas.

La Real Audiencia era una chancillería, siendo depositaria del sello real, por lo que se les consideraba representantes de la persona del monarca. Podía, por esta razón, emitir reales provisiones. Tuvo su primera ordenanza el 22 de abril de 1528, ampliadas y corregidas el 12 de julio de 1530. Las ordenanzas de las audiencias de Valladolid y de Granada fueron consideradas como fuentes supletorias. La Recopilación de leyes de los reynos de las indias, de 1680, compiló las disposiciones relativas a su funcionamiento.
La Real Audiencia se reunía con el virrey para tratar y decidir en casos graves; a esto se le llamaba el Real Acuerdo. En caso de fallecimiento del virrey, y en ausencia de un pliego de mortaja, la Real Audiencia actuaba como gobernadora, de manera interina.

## Composición
Al frente de la Real Audiencia se hallaba un presidente. Los primeros fueron Nuño Beltrán de Guzmán y Sebastián Ramírez Fuenleal. En 1535 este oficio recayó en los sucesivos virreyes. En 1776 se previno que el tribunal estaría dirigido por un regente.
La Recopilación de leyes de los Reynos de Indias estableció que debería haber ocho oidores, que aumentaron a doce en 1739.
En 1568 se creó una Sala del Crimen -con un fiscal y cuatro alcaldes- que se agregó a la Sala de lo Civil. En 1786 se incorporó un fiscal de Real Hacienda.
Asimismo había oficiales menores, como chanciller, relator, fiscales, tesorero, alguacil mayor, intérpretes (de lenguas indígenas) y portero.
Los oidores eran nombrados por el rey, previa consulta al Consejo de Indias. En principio debía atenderse al mérito, en particular el servicio como fiscal o bien oidor en audiencias de menor rango, como la de Santo Domingo o Guatemala. Sin embargo, desde el siglo XVII gran parte de los nombramientos se efectuaba por medio de una negociación entre el solicitante y la Corona, en la que mediaba una fuerte cantidad; fue una variante de la venta de oficios.
Como norma general, los oidores no podían ser naturales del reino en el que se hallaban, y en Indias tampoco podían tener tratos y contratos (desde 1549) ni contraer matrimonio en su jurisdicción (desde 1575). Esta disposiciones, motivadas por la intención de asegurar la imparcialidad de los oidores y su lealtad al rey, llegaron al extremo de prohibir que apadrinaran niños, o asistieran a bodas y entierros. En la práctica, era una legislación que no podía aplicarse enteramente. Los oidores podían pedir licencias para contraer matrimonio, por lo común con mujeres de la oligarquía local, y a mediados del siglo XVIII en su mayoría eran "criollos", esto es españoles nacidos en la Nueva España.